# Dickschaliger Kartoffelbovist
Der Dickschalige oder Gemeine Kartoffel-/Hartbovist (Scleroderma citrinum) ist eine giftige Pilzart aus der Familie der Kartoffelbovistverwandten.

## Merkmale

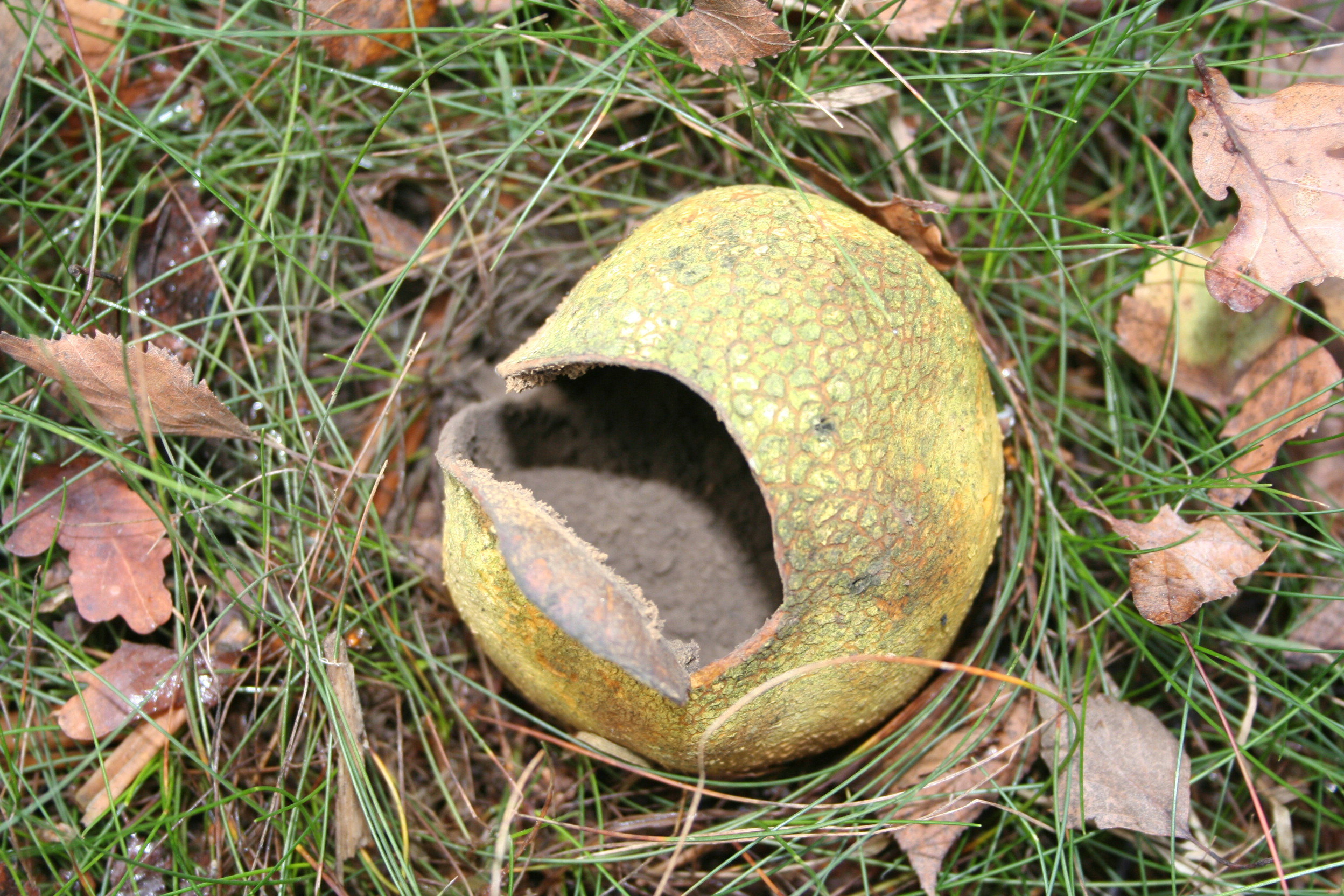
Mit Sporenpulver gefüllter, am Scheitel aufgerissener, alter Fruchtkörper

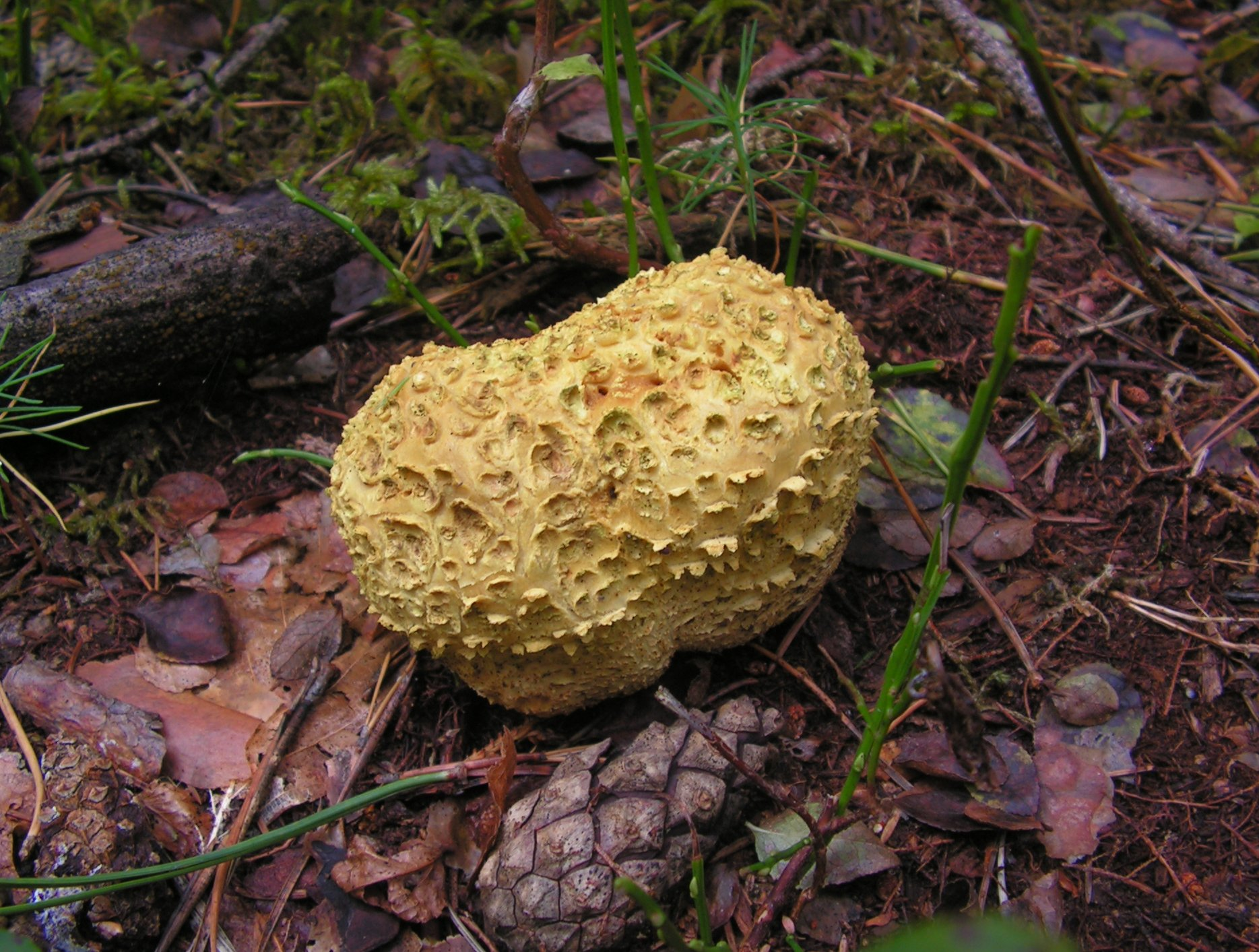
Ein grobschuppiges Exemplar des Dickschaligen Kartoffelbovists

### Makroskopische Merkmale
Der Dickschalige Kartoffelbovist bildet 3–10(–18) cm durchmessende Fruchtkörper. Sie sind länglich-rund geformt, sehr fest und gelblich bis gelbbräunlich gefärbt. Die Hülle (Peridie) ist 2–3 mm dick und hart; die Oberfläche ist felderig oder rissig-schuppig, manchmal aber auch ziemlich glatt. Ein Stiel fehlt, an der Basis hängen Myzelfäden. Bei Reife reißt der Fruchtkörper an der Oberseite ein, sodass die Sporen in Staubwolken ins Freie gelangen können. Das innere Fleisch (Gleba) ist nur jung leicht gelblich, wird aber schnell bräunlich bis schwärzlich und ist mit feinen weißlichen Adern durchzogen. Die Fruchtmasse ist zunächst sehr fest und zerfällt später in Sporenstaub. Der Geruch und Geschmack sind stechend knoblauchartig beziehungsweise metallisch.

### Mikroskopische Merkmale
Die Sporen sind rundlich und besitzen ein dunkles erhabenes Netz. Sie sind ohne das Netz gemessen 8–13 Mikrometer groß.

## Artabgrenzung
Der Leopardenfell-Hartbovist und der Braunwarzige Hartbovist, die früher unter dem Namen Dünnschaliger Kartoffelbovist zusammengefasst wurden, sind bräunlich gefärbt und haben eine weniger derbe Oberfläche.

## Ökologie und Phänologie
Der Dickschalige Kartoffelbovist ist in sandigen, trockenen Nadel- und Mischwäldern auf versauertem Substrat zu finden. Er ist vom Sommer bis zum Spätherbst, von Juli bis November häufig anzutreffen.

## Giftwirkung
Der Verzehr des Dickschaligen Kartoffelbovists kann zu Verdauungsbeschwerden wie Erbrechen und Bauchschmerzen führen. Zudem können Schweißausbrüche sowie niedriger Blutdruck mit Schwindel und Kollaps, möglicherweise bis zur Bewusstlosigkeit, auftreten. Die Giftwirkung kann schon 30 bis 45 Minuten nach der Pilzmahlzeit einsetzen. Auch Sehstörungen und rauschartige Zustände sind jedenfalls in einzelnen Fällen vorgekommen. Welche Stoffe für die Giftwirkung verantwortlich sind, ist nicht bekannt.